# Raoul Allier
Pour les articles homonymes, voir Allier.
Raoul Allier, né le 29 juin 1862 à Vauvert (Gard) et mort le 5 novembre 1939 à Logéo port de la commune de  Sarzeau (Morbihan), est professeur de philosophie à la faculté de théologie protestante de Paris et auteur français. Il influence la conception libérale de la loi de séparation des Églises et de l'État en 1905. Proche du pasteur Tommy Fallot et du christianisme social, il fut un fervent dreyfusard et s'intéressa beaucoup à la question de la conversion des peuples autochtones, à laquelle il consacra plusieurs ouvrages.

## Biographie
Raoul Allier est né à Vauvert, fils de Louis Allier, viticulteur et négociant en vins et de Jeanne Bouzanquet. Son frère Paul est maire de Vauvert de 1910 à 1937.
Brillant élève, il intègre l'École normale supérieure (1882), et est reçu à l'agrégation de philosophie (1885). Durant sa scolarité rue d'Ulm, il fait la connaissance de Tommy Fallot, dont la personnalité et la pensée l'influencent beaucoup. Il est nommé professeur de philosophie au lycée de Montauban (1886), puis, quelques mois plus tard, chargé de cours à la faculté de théologie protestante de Montauban (1886-1889). En 1889, il devient chargé de cours à la faculté de théologie protestante de Paris. Il soutient en 1902 une thèse doctorale intitulée La compagnie du Très-Saint-Sacrement de l'Autel : la « Cabale des dévots » 1627-1666 et est nommé professeur titulaire. Il est doyen de la faculté de 1920 à 1933,.

### Vie privée
Il épouse Pauline Freiss le 3 octobre 1889. Leur fils aîné, Roger Allier (1890-1914), meurt à la guerre. Leur fils cadet, Jacques Allier (1900-1979), banquier et président de la Société de l'histoire du protestantisme français, joue un rôle stratégique considérable dans la sécurisation de l'eau lourde en 1940, alors qu'il est attaché au cabinet de Raoul Dautry, ministre de l'armement. L'une de leurs deux filles, Idelette Allier-Dugast, part au Cameroun au début des années 1930 pour le compte de la Société des missions évangéliques de Paris, avant de « se convertir » elle-même à l'ethnologie.
Raoul Allier est l'arrière-grand-père de la pneumologue Irène Frachon et du pasteur Laurent Schlumberger. Il est également l'arrière-grand-oncle de Nicolas Cadène, rapporteur général de l'Observatoire de la laïcité.

## Engagements

### Christianisme social
Très marqué par la personnalité et la prédication chrétienne sociale de Tommy Fallot, il participe aux travaux de la Société d'aide fraternelle et d'études sociales que ce dernier a fondée et qui conduira au grand mouvement du christianisme social. Il fut aussi associé de la Ligue pour le relèvement de la moralité publique.

### Associations chrétiennes d'étudiants
Il est un des fondateurs et premier président de la Fédération française des associations chrétiennes d'étudiants, et développe le rayonnement de l'Association des étudiants protestants de Paris (rue Vaugirard) qu'il préside à partir de 1920.

### Affaire Dreyfus
Convaincu de l'innocence du capitaine Dreyfus, il publie une étude transparente sur Voltaire et l'Affaire Calas, puis une série d'articles dans le journal Le Siècle. Ce réformiste profondément patriote noue des contacts bénéfiques, tant à gauche avec des membres de la Ligue des droits de l'homme, qu'à droite avec des membres du Comité catholique pour la défense du droit.

### Séparation des Églises et de l'État en 1905
Lors de la préparation de la loi de séparation des Églises et de l'État, il milite ardemment dans Le Siècle, auprès des parlementaires et conseille Aristide Briand pour « obtenir la modification, dans un sens plus libéral du projet de loi de séparation des Églises et de l'État ».

### Liberté des cultes à Madagascar
Membre du comité directeur de la Société des missions évangéliques de Paris, il défend avec force dans ce même journal la liberté des cultes menacée à Madagascar. par la politique de laïcisation menée par le gouverneur général, Jean-Victor Augagneur et dirigée surtout contre les missions protestantes.

### Première Guerre mondiale
La Première Guerre mondiale, durant laquelle il perd son fils aîné tué dès août 1914, le marque profondément et il participe à la lutte contre le « défaitisme » par une grande activité de prédicateur laïc et de conférencier. Les quatre-vingt-une Conférences de guerre que Raoul Allier prononce de mardi en mardi dans les quatre plus grands temples de Paris, ont un grand retentissement. Il cofonde à la fin de l'année 1917 la Ligue civique, dont il est le deuxième président à partir de 1921.

### Accueil des étudiants étrangers et échanges européens
Devenu doyen de la faculté de théologie protestante de Paris en 1920, il fait adopter une politique d'accueil d'étudiants étrangers et de contacts avec les étudiants d'Europe centrale et orientale.

## Publications
- La philosophie d'Ernest Renan, Paris, Félix Alcan, coll. Bibliothèque de philosophie contemporaine, 1895.
- Voltaire et Calas, une erreur judiciaire au XVIIIe siècle, P.V. Stock, 1898, rééd. Ampelos, 2012.
- Les troubles de Chine et les missions chrétiennes, Paris, Fischbacher, 1901.
- Le bordereau annoté. Étude de Critique historique, Paris, Société nouvelle de librairie et d'édition, 1903.
- La cabale des dévots, 1627-1666, Paris, A. Colin, 1902, prix Thérouanne de l'Académie française en 1904.
- « L'enseignement primaire des indigènes à Madagascar », Cahiers de la quinzaine, 8 novembre 1904.
- « La Liberté de conscience à Madagascar », Le Siècle, 20 octobre-10 novembre 1907.
- Le protestantisme au Japon (1859-1907) (F. Alcan, 1908), lire en ligne sur Gallica, [lire en ligne].
- Les Vexations de la liberté de conscience et de culte à Madagascar, Nîmes, 27 octobre 1909, 23 p.
- Les Allemands à Saint-Dié (27 août-10 septembre 1914), Paris, Payot, 1918, lire en ligne sur Gallica, [lire en ligne].
- Anthologie protestante, C. Crès et Cie, 1920 (2 vol.)
- La Psychologie de la conversion chez les peuples non-civilisés, 1925, prix Marcelin Guérin de l'Académie française en 1926
- Le Non-civilisé et nous, différence irréductible ou identité foncière ?, 1927, prix Marcelin Guérin de l'Académie française en 1930
- Magie et religion, 1935.
- Raoul Allier, L'esclavage domestique en France au dix-huitième siècle, 1895.
- Les leçons de l'heure présente (recueil de conférences prononcées entre 1914 et 1917).